# Christian Wilberg
Christian Wilberg (Havelberg, 20 de noviembre de 1839-París, 3 de junio de 1882) fue un pintor alemán. 

## Biografía
Wilberg nació en 1839 en Havelberg, en la provincia de Bradenburgo. Allí residió hasta 1861. Originalmente era pintor de profesión, hasta que se trasladó a Berlín, donde estudió pintura en el taller de Eduard Pape. Al cabo de dieciocho meses, Pape sugiere a Wilberg de continuar su formación con Paul Gropius, con quien adquiere conocimientos sobre perspectiva y arquitectura. Después de haber terminado su aprendizaje bajo la supervisión de Oswald Achenbach en Düsseldorf en 1870, Wilberg recorre el norte de Alemania y pasa dos años en Venecia. Incluso después de su retorno a Berlín, el pintor continúa visitando Italia regularmente, siendo la arquitectura italiana su dominio de predilección. Entre sus obras más importantes en este dominio figuran sus pinturas de la Basílica de San Marcos de Venecia y de la capilla palatina de Palermo. 
En 1880, Wilberg pinta un panorama del golfo de Nápoles para la exposición de la pesca berlinesa, lo que le granjea un reconocimiento entre los iniciados. El año anterior se había dirigido a Pérgamo con el director de la Colección de antigüedades clásicas de Berlín. Es aquí donde Willberg realiza una serie de croquis de la Acrópolis que utilizará más tarde para sus pinturas. Alcanza un vasto conocimiento en arquitectura clásica que utilizó para diseñar reconstrucciones de inmuebles romanos. 
El último gran proyecto de Wilberg es un gran panorama de las termas de Caracalla que creó para la exposición sobre la higiene en Berlín en 1882. Esta última obra maestra fue incinerada como consecuencia del incendio de la sala de exposición, incidente del que Wilberg solo pudo conservar algunas pinturas y dibujos. Tras este episodio, Wilberg se marchó a Francia en compañía de Ludwig Pietsch para pintar en Sedán. En su camino, cayó enfermó visitando París, donde falleció poco tiempo después. En octubre de 1882, una exposición especial que comprendía más de 667 obras de Wilberg fue presentada en la Galería Nacional de Berlín. 

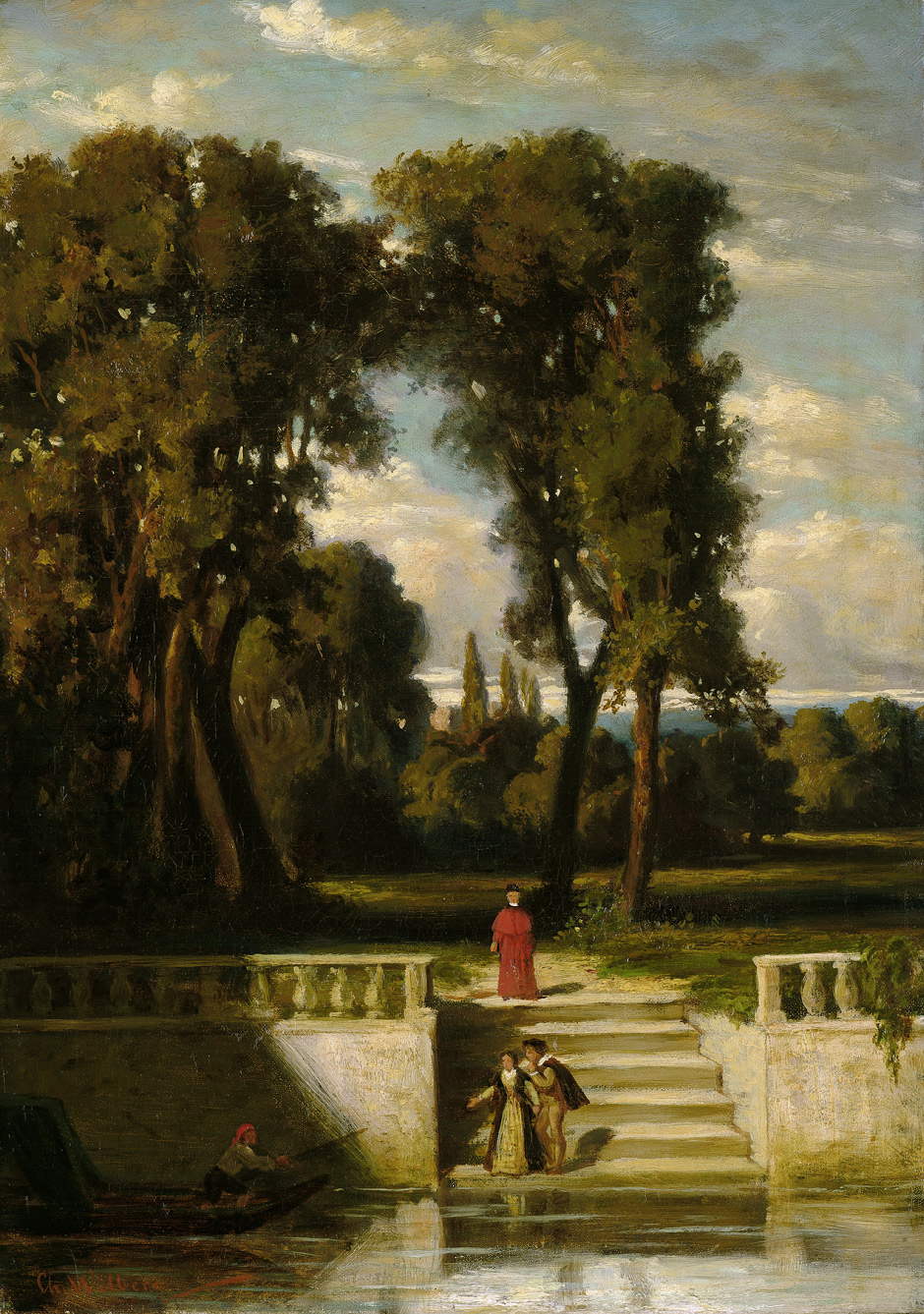
Abendstimmung im Park einer italienischen Villa, circa 1880.
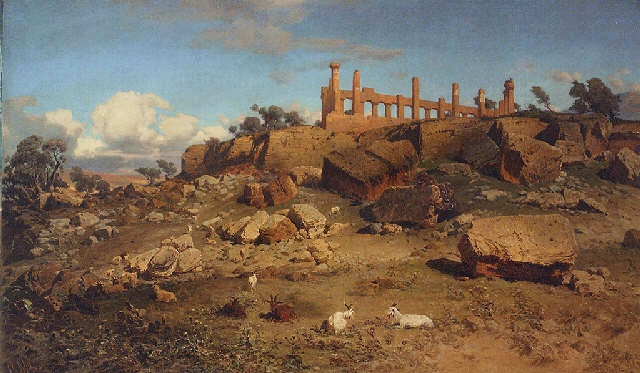
Templo de Junto de Agrigento; 113 x 189,2 cm.
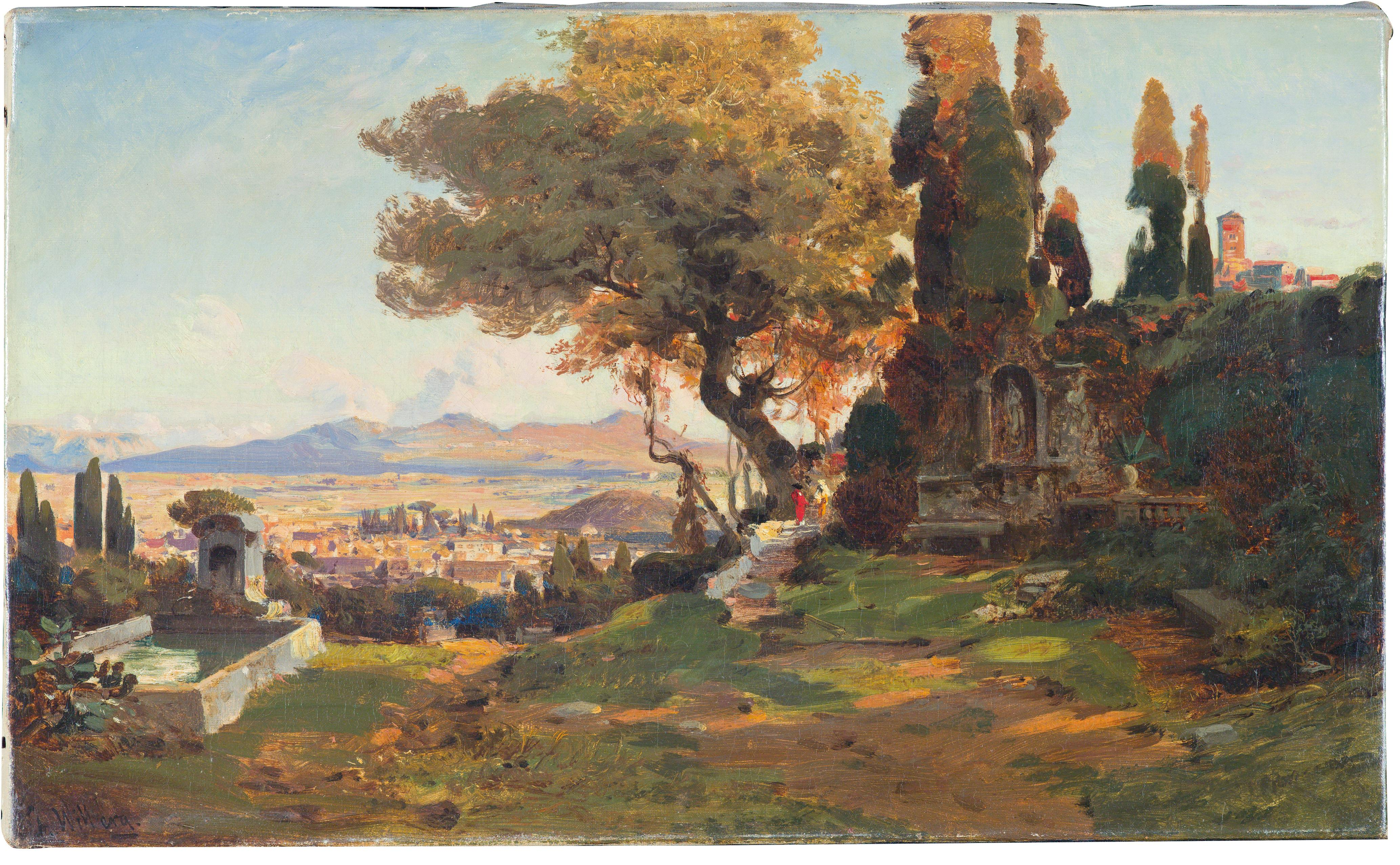
Paisaje abierto en la Campaña romana; 32 x 53 cm.
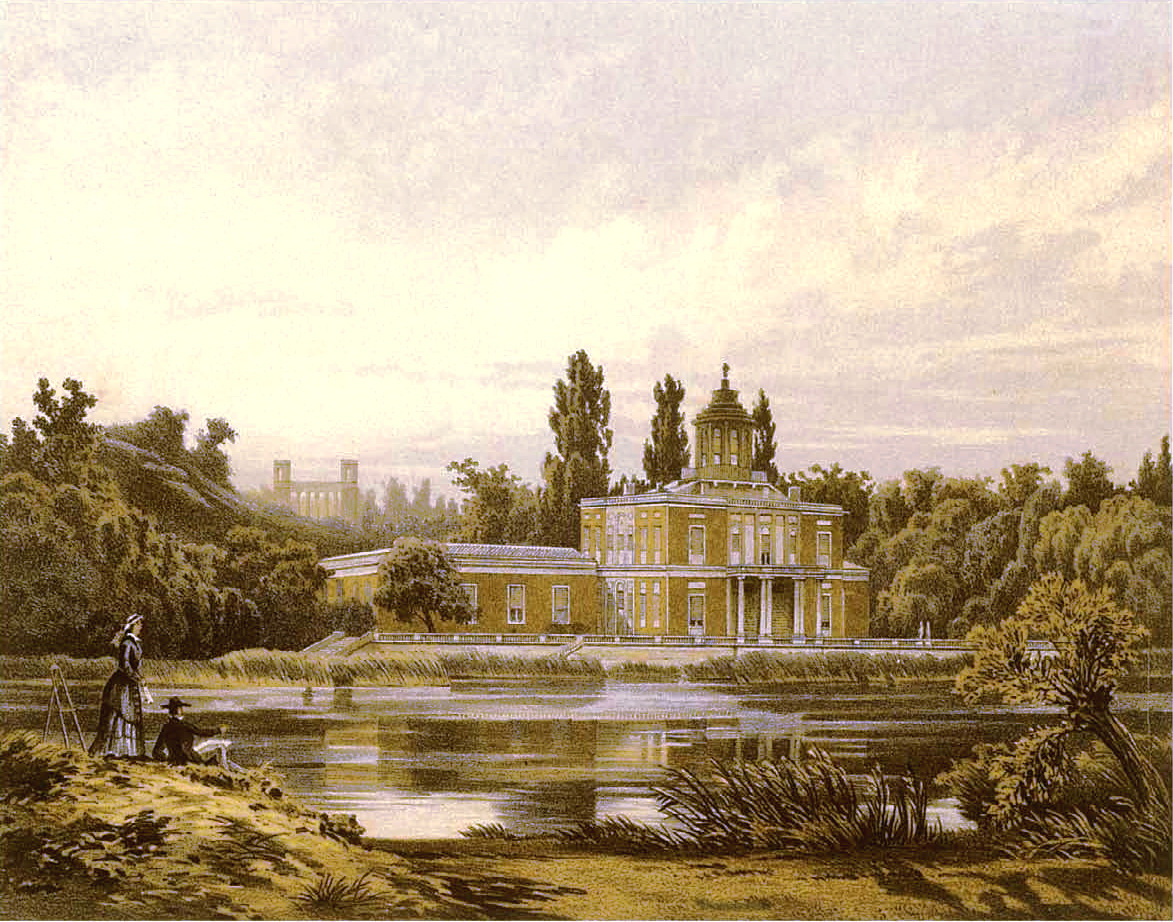
Palacio de Mármol, Colección Duncker.